# キンシバイ
キンシバイ （Hypericum patulum、金糸梅）は、オトギリソウ科オトギリソウ属の半常緑（半落葉）小低木。中国原産で、和名は中国名の「金糸梅」に由来し、これは5枚の花弁を梅に、長く突き出た雄蕊を金の糸に喩えたものである。
オトギリソウ属の中でも、ビヨウヤナギなどとともにビヨウヤナギ節 sect. Ascyreia に属する。

## 分布と生態
中国中部および南部に自生する。中国の自生地では低山の小規模な渓谷に生息しており、水しぶきのかかる岸壁から懸垂して生えていることが多い。日本でも、関東地方以西の本州から四国、九州・沖縄の暖温帯に栽培品が逸出したと考えられるものが野生化しており、自生地と同様の環境である山地の人家付近の湿った崖や渓流の岩上などに生える。自生地は寺社などの地殻が多い。

## 形態

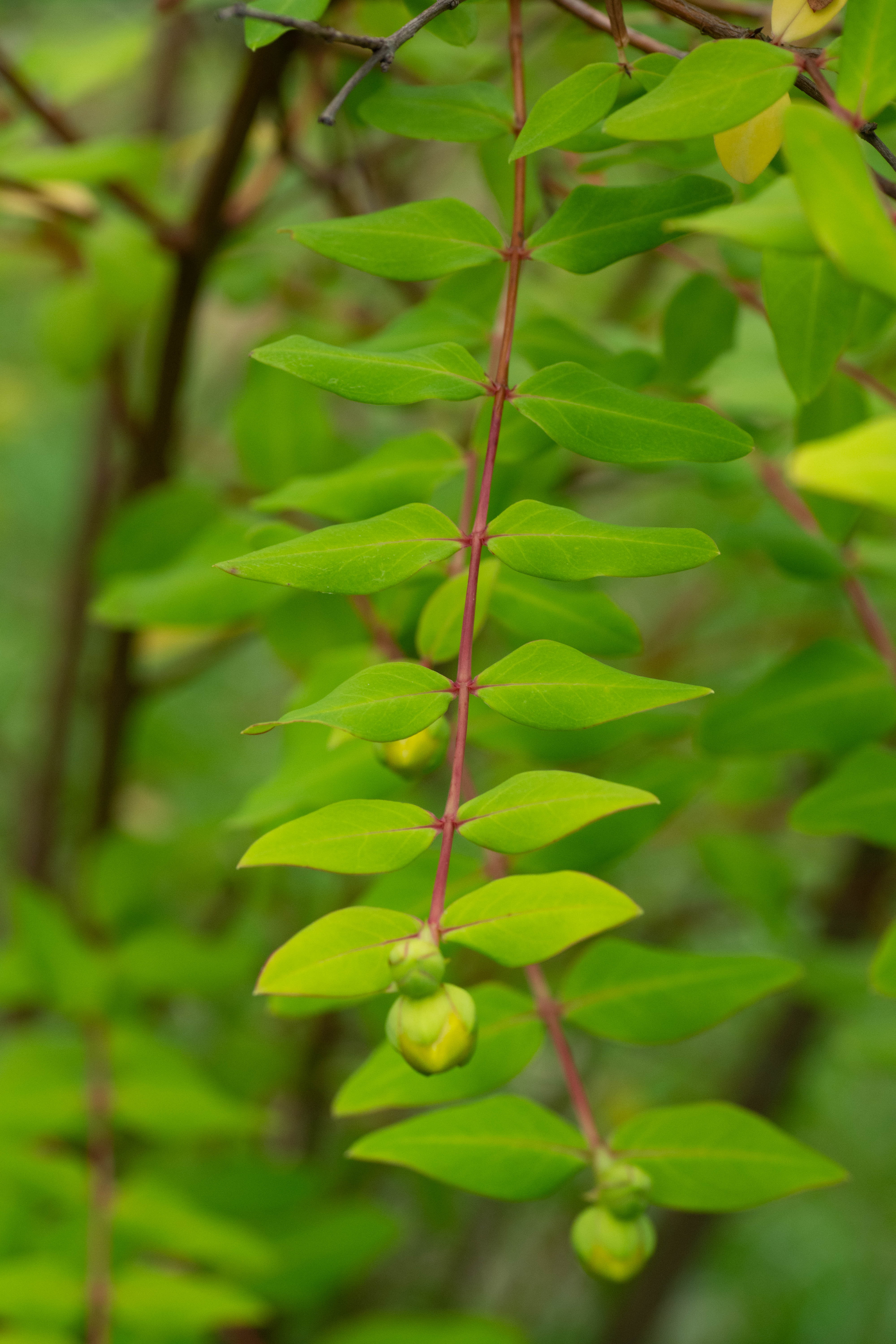
平面的に葉を対生する枝。下向きに伸び、先端に花序をつける。

半落葉性の小低木。樹高0.3 - 1.5 m（メートル）程度、大きくなれば3 mに達する。主幹は基部から盛んに分枝して株立ちとなり、高角度に広がる。枝は垂れ気味に長く伸びて、先端が垂れる。枝は無毛。
葉は対生で、1本の枝に葉柄のない長卵形の葉がほぼ平面に並んで6 - 7枚つく。そのため、枝は全体が1個の複葉のように見える。枝は紫色がかっており、若い枝は4稜がはっきりとして断面が四角形であるが、成長したものでは2稜となり、更には稜が不明瞭となって円柱形となる。葉身は上面が緑色でやや光沢があり、下面は白緑色、半透明の小さな油点が散在する。

### 葉
全縁の不分裂葉で、葉の形は披針形から楕円状披針形や卵形を経て楕円状卵形まで幅がある。最大幅は基部寄りにある。葉身長は15 - 60 mm（ミリメートル）（2 - 4 cm（センチメートル）とも）、幅は 5 - 30 mm。先端は鋭頭から鈍頭で、基部は丸いか細まって短い葉柄となる。葉柄はごく短く、長さ0.5 - 2 mm。長楕円状の明点（明るい油点）がある。
葉は質感が厚いと書かれることも、薄く落葉樹の質感をしていると書かれることもある。若い葉は赤みを帯びる。背軸面（裏側）は粉白色を帯び、葉脈はあまり目立たない。冬は紅葉して、葉が半分程度落ちる。

### 生殖器官
花期は初夏から夏（5月から7月）で、その年にのびた枝先（当年枝）につく。花序は集散状で、花は普通1 - 3個、最大5個つく。花色は鮮黄色で、赤みを帯びることはない。花には艶があり、回旋状に重なり合う。花径は25 - 40 mm、花柄長2 - 7 mm。苞は狭楕円形で長さ4 - 7 mm、早落性で明線がある。
萼片は5枚で、等長のことも不等長のこともある。萼片の概形は広卵形から広楕円形で、やや円形から楕円形のこともある。萼片長は5 - 10 mm、幅は3.5 - 7 mmで、立体的には舟形をしている。先端は鈍頭から円頭、微凸頭であり、辺縁は波状縁となって有柄の腺点があり、内側に明線がある。
花弁は5枚で、楕円状卵形から広倒卵形、あるいは円形となり、僅かに外側に膨らみ浅い盃形をなす。斜上し、平開せず半開き状となる。花弁の長さは12 - 18 mmで幅は10 - 14 mm。鈍頭で、全縁か波状縁である。内側に多数の明線がある。
雄蕊は50 - 70本で、花糸が基部で合着して5つの束を構成する。長さは7 - 12 mmで、葯に明点がある。雌蕊は1個で花柱が5本、長さは4 - 5.5 mm、子房の0.75 - 0.95倍の長さとなる。基部から離生し、上部は外曲する。結実すると蒴果となり、蒴果は長さ9 - 11 mmの広卵状球形。先端には5本の花柱が残存する。果実は萼に抱かれ、内部は5室に分かれる。種子は暗褐色で、長さは1 - 2 mm。染色体数はおそらく 2n = 20。

## 人間とのかかわり
主に庭木や公園樹として利用され、やや普通にみられる。中国中部の原産で、日本には江戸時代の宝暦10年（1760年）に渡来したといわれ、観賞用として栽培されてきた。
日向でも半日陰でも丈夫に育つ。株分けですぐ増やせる。移植後地上部が枯れ込むことがあるが、あまり心配する必要はない。あまり剪定の必要はないが、小さくしたいときは強く剪定しても耐える。冬が適期。

## 類似種
タイリンキンシバイ Hypericum × hidcoteense Geerinck (2001)はセイヨウキンシバイ Hypericum calycinum L.を片親とする雑種の栽培品種で、庭木や公園樹として普通に用いられ、キンシバイと似ている。しかし、葉が平面上に並ばず、十字対生状に節ごとに角度がややずれてつくことや、花の径が6 cmと大きいことから区別される。なお、かつてはキンシバイの園芸品種 Hypericum patulum 'Hidcote' として扱われた。
ビヨウヤナギ Hypericum monogynum L. もキンシバイに似るが、葉や樹高がやや大きいことや、葉がやや十字対生状につくこと、また花が平開し、花弁に隙間があって彎曲した長い雄蕊がつくことで区別される。こちらのほうは日本で野生化しておらず、葉の長さは4 cmほど、花の直径は5 cm近くもある。